# Riek Wesseling
Hendrike Louise (Riek) Wesseling (Banjoe Biroe, 25 november 1914 – Laren, 26 mei 1995) was een Nederlands tekenares.

## Biografie
Riek Wesseling werd in 1914 geboren in Nederlands-Indië als dochter van KNIL-kapitein Jan Hendrik Wesseling (1883-1942) en Cornelie Louise Wijnmalen (1886-1914). 
Wesseling volgde, ondanks weerstand vanuit haar familie, een opleiding aan de Rijksakademie van beeldende kunsten in Amsterdam waar ze les kreeg van Johannes Hendricus Jurres en Samuel Jessurun de Mesquita. Toen haar lesbische geaardheid bekend werd bij haar vader moest Wesseling een aantal maanden behandeld worden door een psychiater. Haar vader was in de veronderstelling dat lesbianisme een te behandelen ziekte was. Vader Wesseling kwam als verzetsstrijder in 1942 om in kamp Amersfoort. 
Wesseling was in 1947 betrokken bij de oprichting van de Nederlandse Kring van Tekenaars. In 1984 werkte ze samen met haar levenspartner Ingrid van Delft aan haar autobiografie Riek Wesseling: een portret in zwart-wit, uitgegeven door Rapenburg te Amsterdam. In haar autobiografie was Wesseling openhartig over haar lesbische geaardheid. Wesseling overleed op 80-jarige leeftijd in 1995 in het Rosa Spier Huis te Laren.

## Privé
Wesseling woonde langdurig samen met celliste Dijck Koster en later met auteur Ingrid van Delft.

## Musea
Tekeningen van Wesseling zijn ondergebracht in collecties van
- Museum Henriette Polak, Zutphen
- Joods Historisch Museum, Amsterdam
- Stedelijk Museum Amsterdam
- Rijksmuseum Amsterdam
- Stadsarchief Amsterdam
- Teylers Museum, Haarlem
- National Museum of Women in the Arts, Washington D.C.